# Nicrophorus
A Nicrophorus a mindenevő bogarak (Polyphaga) alrendjébe sorolt a dögbogárfélék (Silphidae) családjának egyik neme, amely temetőbogarak (dögbogarak) kládja. Az imágók és lárváik is dögökön élnek. Magyar nevüket onnan kapták, hogy ha a tetem elég kicsi, azt el is ássák utódaiknak. Ezzel ivadékaikról a bogarak közt kimagaslóan gondoskodnak.

## Származásuk, elterjedésük
Holarktikus nem, amelynek 68 ismert faja Európában, Ázsiában és Észak-Amerikában él; ezen belül Európában 13, Magyarországon 9 faj.

## Megjelenésük, felépítésük

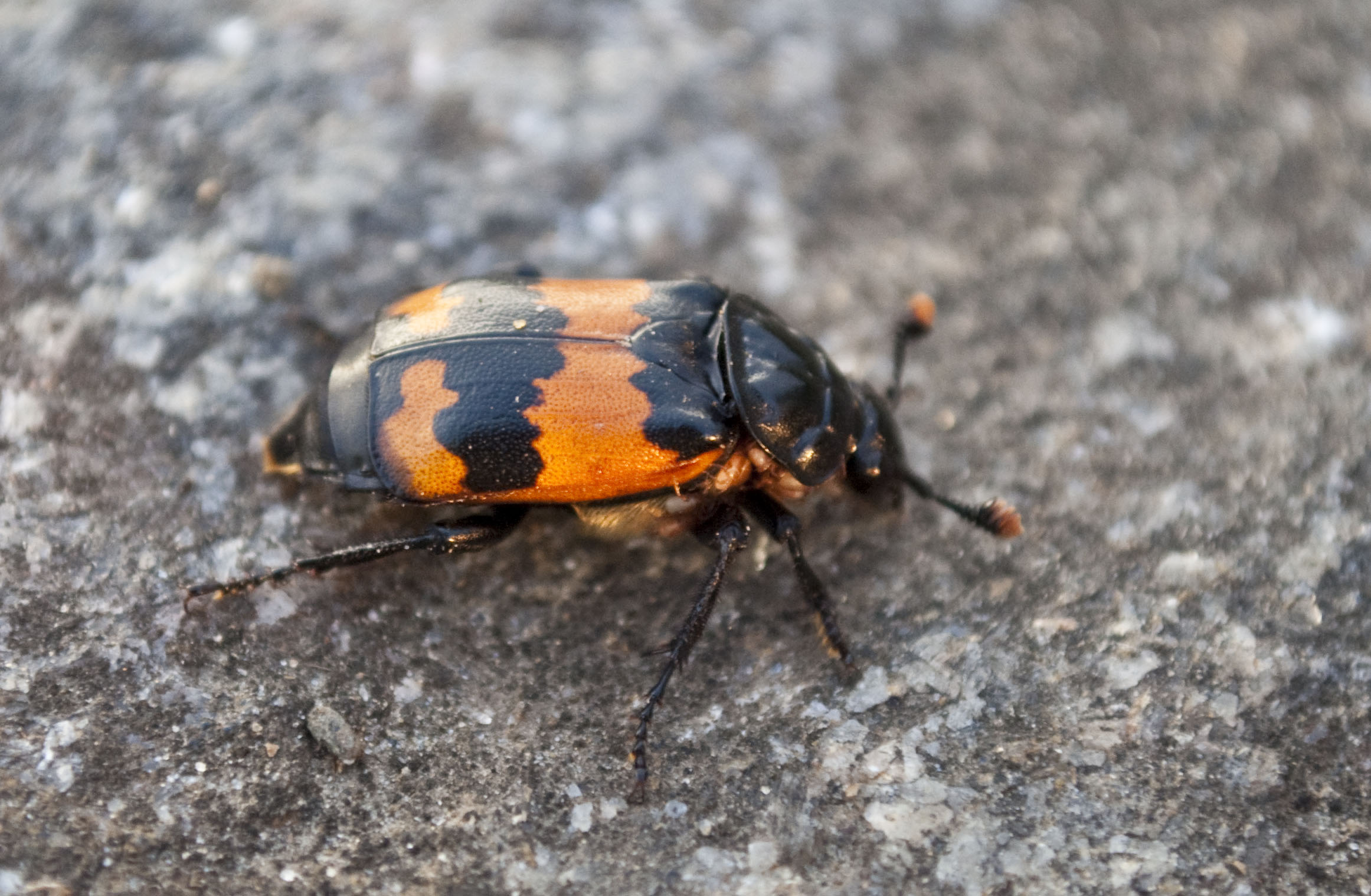
Legtöbb fajuk szárnyfedője vörösessárga és fekete rajzolatú, mint a feketepillás temetőbogár

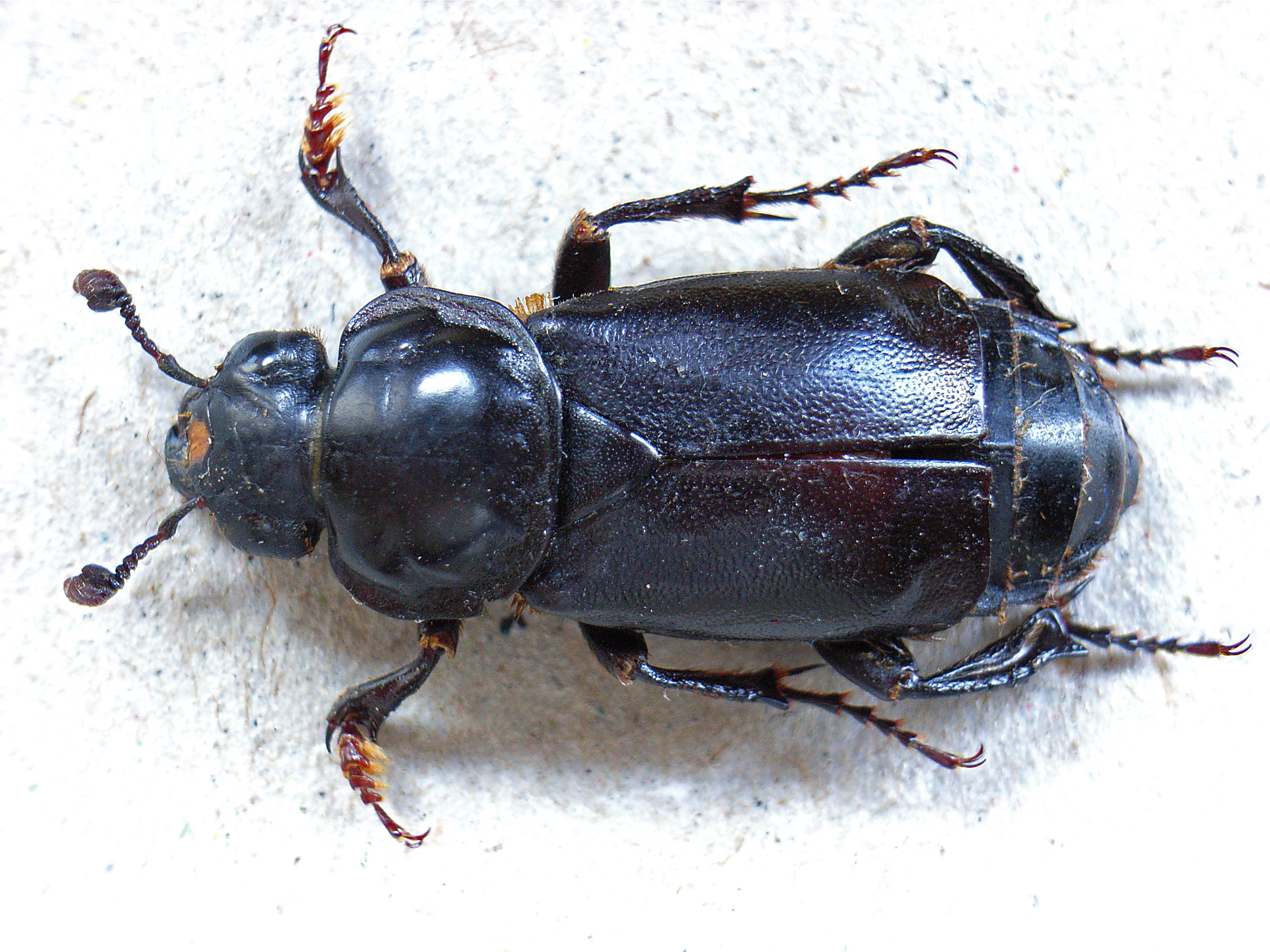
Ritkább a teljesen fekete színezet (Nagy temetőbogár)

Közepes vagy nagy méretű (12–35 mm) bogarak. Fejük hátul befűzött, szemeik kidudorodóak, viszonylag nagyok. Csápjuk rövid, első ízük megnyúlt, nyélszerű; utolsó 4 íze jól elkülönült bunkót alkot. Előtoruk széles, gyakran szélesebb, mint a szárnyfedők töve; elülső részén elkülönült dudorok találhatóak. Pajzsocskájuk nagy. Szárnyfedőik hátrafelé gyengén kiszélesednek, a potroh utolsó szelvényeit fedetlenül hagyják. A szárnyfedők többnyire két színűek, fajonként változó szélességű, zegzugos lefutású fekete és sárga harántszalagok húzódnak rajta. Potrohuk 5. hátlemezén recézett sáv, a cirpelőfelület húzódik, melyet a szárnyfedő harántos vonójához dörzsölve a temetőbogarak ciripelni tudnak. Hártyás szárnyaik jól fejlettek. Lábaik vaskosak, az ásásra módosultak; a hímek elülső lábfeje kiszélesedett.

## Életmódjuk, élőhelyük

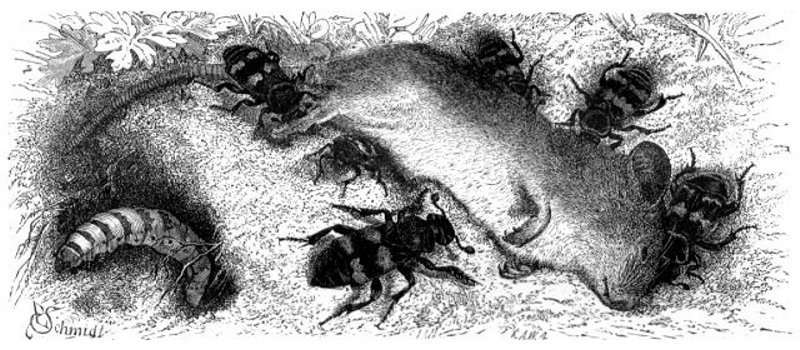
Közönséges temetőbogár és lárvája munkában

Fontos ökológiai szerepet töltenek be az elhullott állati tetemek újrahasznosításában. A friss dögöt kifinomult szaglásukkal már kilométerekről megtalálják. A hímek, ha tetemet találnak, a nőstények számára vonzó hatású feromont bocsátanak ki, amely megkönnyíti a két ivar egymásra találását. Ha a tetem már bomlásnak indult, akkor a bogarak csak táplálkoznak belőle. Ha viszont a dög még friss, akkor az utódai részére igyekeznek azt a föld alá elásni. Egy-egy tetemet így több egyed is megtalálhat, akik aztán párválasztás után igyekeznek a többi párt a dögtől elzavarni, melynek következtében egy pár veszi birtokba a tetemet. A párok együtt dolgoznak, kikotorják a földön fekvő dög alól a talajt, így az fokozatosan lesüllyed. Esetenként akár 30 cm mélyre is leáshatnak. Mikor már a tetemet elásták, köré a földbe egy üreget mélyítenek, mellé pedig egy további oldaljáratot is vájnak. A nőstény ennek falába rakja le tojásait. A tetem föld alá ásása megvédi a hullát attól, hogy légylárvák fogyasszák el. Ezt még az is segíti, hogy a temetőbogarak testén legyek tojásaival táplálkozó atkák (Poecilochirus necrophori) tartózkodnak.
Ivadékgondozásuk a bogarak közt kirívóan jó, sok tekintetben a madarak viselkedéséhez hasonló. A petékből 5 nap múltán kikelő lárvákat a nőstény hangkibocsátással csalogatja a már emésztőenzimeivel félig megemésztett tetemhez, majd a kis lárvákat meg is eteti. A bábkamrát csak az utódok bebábozódásakor hagyja el. A peték lerakása után 14 nappal az utódok már ivarérettek. Egyes fajoknál (nagy temetőbogár, feketecsápú temetőbogár) a hím is kiveszi részét az ivadékok gondozásából.
Mindenhol megtalálhatóak, így kertekben, parkokban is előfordulnak. Éjszaka gyakran repülnek a fényre. Ha megzavarják őket, kellemetlen szagú váladékot bocsátanak ki.

## Magyarországon előforduló fajok
- Sárgabunkós temetőbogár (Nicrophorus antennatus) (Reitter, 1884)
- Nagy temetőbogár (Nicrophorus germanicus) (Linnaeus, 1758)
- Fekete temetőbogár (Nicrophorus humator) (Gleditsch, 1767)
- Sárgaszőrű temetőbogár (Nicrophorus interruptus) (Stephens, 1830) (=Nicrophorus  fossor)
- Feketepillás temetőbogár (Nicrophorus investigator) (Zetterstedt, 1824)
- Nyugati temetőbogár (Nicrophorus sepultor) (Charpentier, 1825)
- Közönséges temetőbogár (Nicrophorus vespillo) (Linnaeus, 1758)
- Feketecsápú dögbogár (Nicrophorus vespilloides) (Herbst, 1783)
- Szőrösnyakú temetőbogár (Nicrophorus vestigator) (Herschel, 1807)

## Fordítás
- Ez a szócikk részben vagy egészben  a   Totengräber (Käfer) című német Wikipédia-szócikk ezen változatának fordításán alapul.  Az eredeti cikk szerkesztőit annak laptörténete sorolja fel. Ez a jelzés csupán a megfogalmazás eredetét és a szerzői jogokat jelzi, nem szolgál a cikkben szereplő információk forrásmegjelöléseként.